# سیلوانو مورو
سیلوانو مورو (به ایتالیایی: Silvano Moro) بازیکن فوتبال و اهل ایتالیا است که از سال ۱۹۵۸ میلادی عضو تیم ملی فوتبال ایتالیا بوده و در ۱ بازی ملی حضور داشته‌است. او در بازی‌های ملی‌اش گلی به ثمر نرساند.
سیلوانو مورو آخرین بازی ملی خود را در سال ۱۹۵۸ میلادی انجام داد.